# 大阪教員団
大阪教員団（おおさかきょういんだん、英: Osaka Teachers Rugby Football Team）は、2023年現在、トップウェストBに所属する大阪府教員のラグビーユニオンチーム。

## 概要
- 教員の中でも体育教員を中心に構成する[1]。

## 成績

### 全国社会人大会戦績
| 回 | 年度 | 地区 | 成績      | 試 | 勝 | 分 | 敗 | 得 | 失 | 差  | 備考 |
| -- | ---- | ---- | --------- | -- | -- | -- | -- | -- | -- | --- | ---- |
| 15 | 1962 | 大阪 | 1回戦敗退 | 1  | 0  | 0  | 1  | 0  | 27 | -27 |      |

### リーグ戦戦績

#### トップリーグ創設以前
- 1992-1993 関西社会人リーグBリーグ 8位、関西社会人リーグCリーグに降格
- 1993-1994 関西社会人リーグCリーグ 6位
- 1994-1995 関西社会人リーグCリーグ 3位
- 1995-1996 関西社会人リーグCリーグ 4位
- 1996-1997 関西社会人リーグCリーグ 2位
- 1997-1998 関西社会人リーグCリーグ 7位、関西社会人リーグDリーグ降格
- 1998-1999 関西社会人リーグDリーグ 優勝、関西社会人リーグCリーグ昇格
- 1999-2000 関西社会人リーグCリーグ 2位
- 2000-2001 関西社会人リーグCリーグ 4位
- 2001-2002 関西社会人リーグCリーグ 4位
- 2002-2003 関西社会人リーグCリーグ 5位、トップウェストBへ参入

#### トップリーグ創設以降
- 2003-2004 トップウェストB 6位
- 2004-2005 トップウェストB 5位
- 2005-2006 トップウェストB 6位
- 2006-2007 トップウェストB 7位、リーグ再編に伴いトップウェストB残留[2]
- 2007-2008 トップウェストB 優勝
- 2008-2009 トップウェストB 優勝
- 2009-2010 トップウェストB 2位
- 2010-2011 トップウェストB 2位
- 2011-2012 トップウェストB 4位
- 2012-2013 トップウェストB 5位
- 2013-2014 トップウェストB 3位
- 2014-2015 トップウェストB 5位（2勝3敗）、リーグ再編に伴いトップウェストCへ参加[3]
- 2015-2016 トップウェストC 優勝（6勝1敗）、トップウェストB昇格
- 2016-2017 トップウェストB 7位（1勝6敗）
- 2017-2018 トップウェストB 3位（5勝2敗）
- 2018-2019 トップウェストB 4位（4勝3敗）
- 2019-2020 トップウェストB 3位（5勝2敗）
- 2021-2022 トップウェストB 3位（リーグ戦：ホワイトカンファレンス2位 1勝1敗、順位決定戦：3・4位決定戦 勝利）
- 2022-2023 トップウェストB 5位（3勝3敗）
- 2023-2024 トップウェストB 7位（1勝5敗1分）、入替戦：勝利、トップウェストB残留
- 2024-2025 トップウェストB 5位（3勝4敗）

## 過去の所属選手
- 河瀬泰治（元日本代表、前摂南大学ラグビー部監督）
- 竹内擁騎